# Baldet (Marskrater)
För andra betydelser, se Baldet.
Baldet är en krater på planeten Mars namngiven efter den franske astronomen Fernand Baldet.
Kratern har en diameter på ungefär 181 km.